# Bahamy na Letních olympijských hrách 1964
Bahamy se účastnily Letní olympiády 1964 v japonském Tokiu ve 2 sportech. Zastupovalo je 11 mužů, žádná žena.

## Medailové pozice
| Medaile | Jméno                       | Sport    | Disciplína            |
| ------- | --------------------------- | -------- | --------------------- |
| Zlato   | Cecil Cooke Durward Knowles | Jachting | muži třída Star Class |